# Nicolas Pitau
Nicolas Pitau o Pittou (Anversa, 13 maggio 1632 – Parigi, 11 febbraio 1671) è stato un incisore fiammingo naturalizzato francese.

## Biografia
Iniziò lo studio con il suo padrino Nicolaes Lauwers (1600–1652) e con il di lui fratello Conrad Lauwers (1622–1675) intorno al 1650.
Nel 1656 Pitau si trasferì a Parigi con Conrad, dove iniziò a produrre incisioni da opere di Philippe de Champaigne. Nel 1666 iniziò a realizzare incisioni da Gerard Edelinck. Sposò Magdalena de Vadder. Il 4 giugno 1670 nacque suo figlio Nicolas il Giovane e un anno dopo egli morì a Parigi.